# Onthophagus atridorsis
Onthophagus atridorsis là một loài bọ cánh cứng trong họ Bọ hung (Scarabaeidae).